# Lavoisiera mello-barretoi
Lavoisiera mello-barretoi är en tvåhjärtbladig växtart som beskrevs av Markgr.. Lavoisiera mello-barretoi ingår i släktet Lavoisiera och familjen Melastomataceae. Inga underarter finns listade i Catalogue of Life.